# Język jehai
Język jehai (a. jahai, jahay), pangan – język austroazjatycki używany przez lud Jehai, zamieszkujący stany Perak i Kelantan w Malezji oraz prowincje Narathiwat i Yala w Tajlandii. Według danych z 2006 roku posługuje się nim tysiąc osób. Należy do grupy języków aslijskich.
Powszechna jest wielojęzyczność. W użyciu są również języki malajski i południowotajski. Znany jest także język temiar, który służy jako regionalna lingua franca. Słownictwo jehai obfituje w pożyczki malajskie.
Uchodzi za zagrożony wymarciem. Niemniej cechuje się stosunkowo wysokim poziomem żywotności. Ma największą społeczność użytkowników spośród języków północnoaslijskich i jest konsekwentnie przyswajany jako język pierwszy. Jednocześnie odnotowano, że w przypadku małżeństw mieszanych z Temiar rolę języka dominującego przejmuje język temiar.
W obrębie jehai wyróżnia się dialekt batek teh, który jest bliższy pozostałym odmianom jehai aniżeli językowi batek. Czasem do dialektów jehai zalicza się też język mendriq (minriq).
Wczesne dane gramatyczne nt. jehai ukazały się w 1928 r. Od końca lat 90. XX w. badaniem tego języka zajmował się N. Burenhult, autor obszernego opracowania gramatycznego (2002, 2005)  . Jehai nie wykształcił piśmiennictwa i nie jest wykorzystywany w edukacji.